# Väter der Botanik

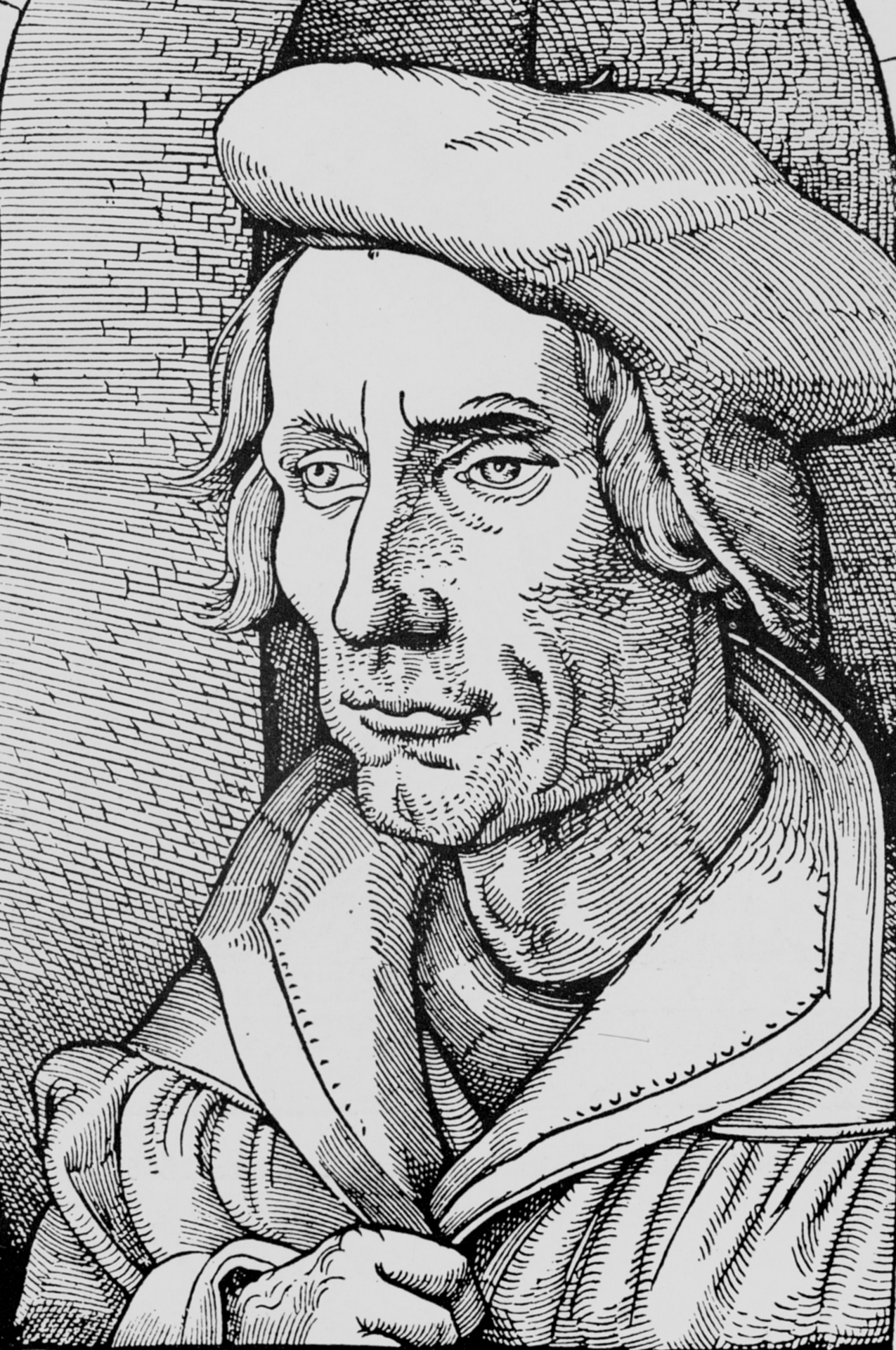
Otto Brunfels (1488–1534)

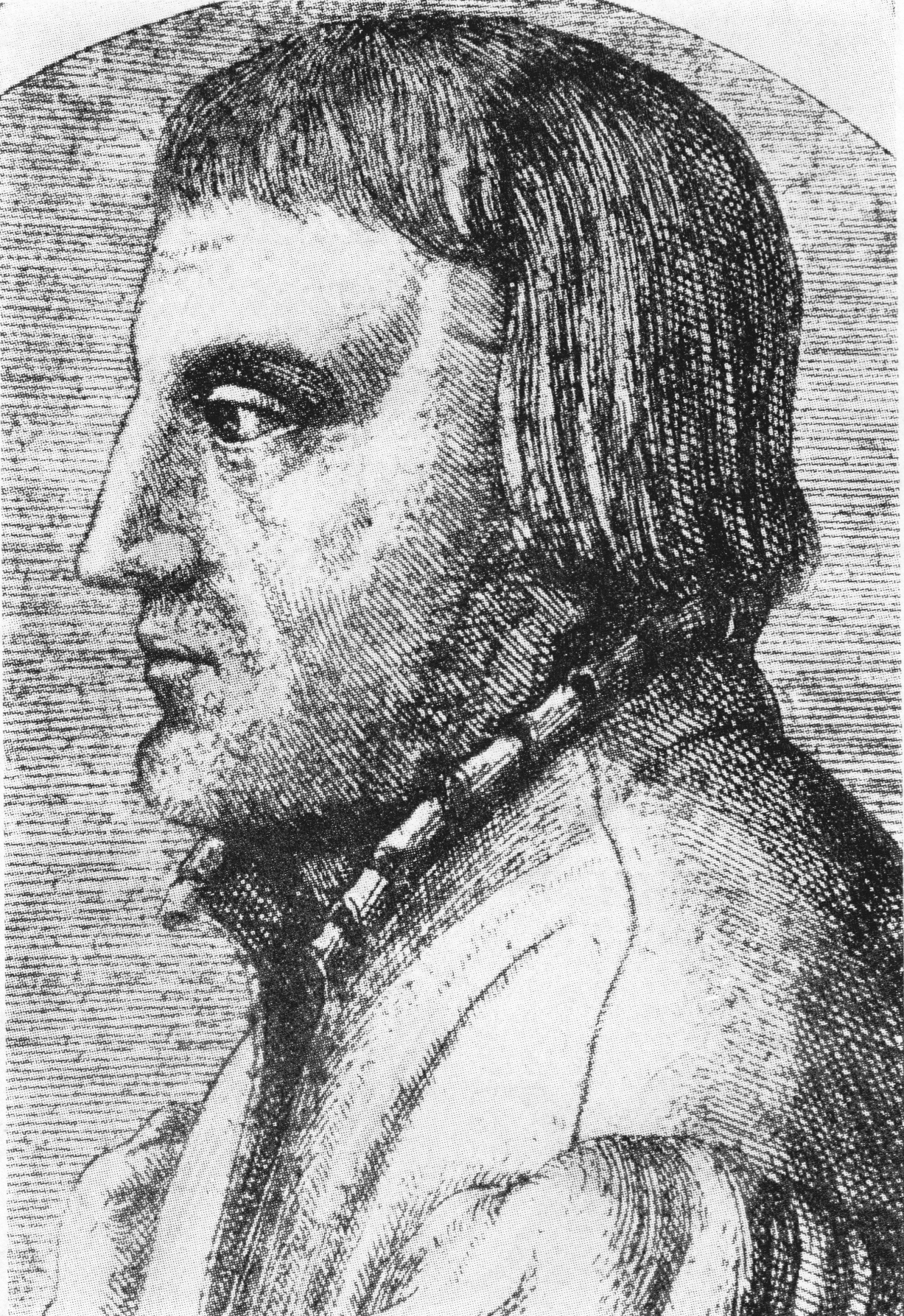
Hieronymus Bock (1498–1554)

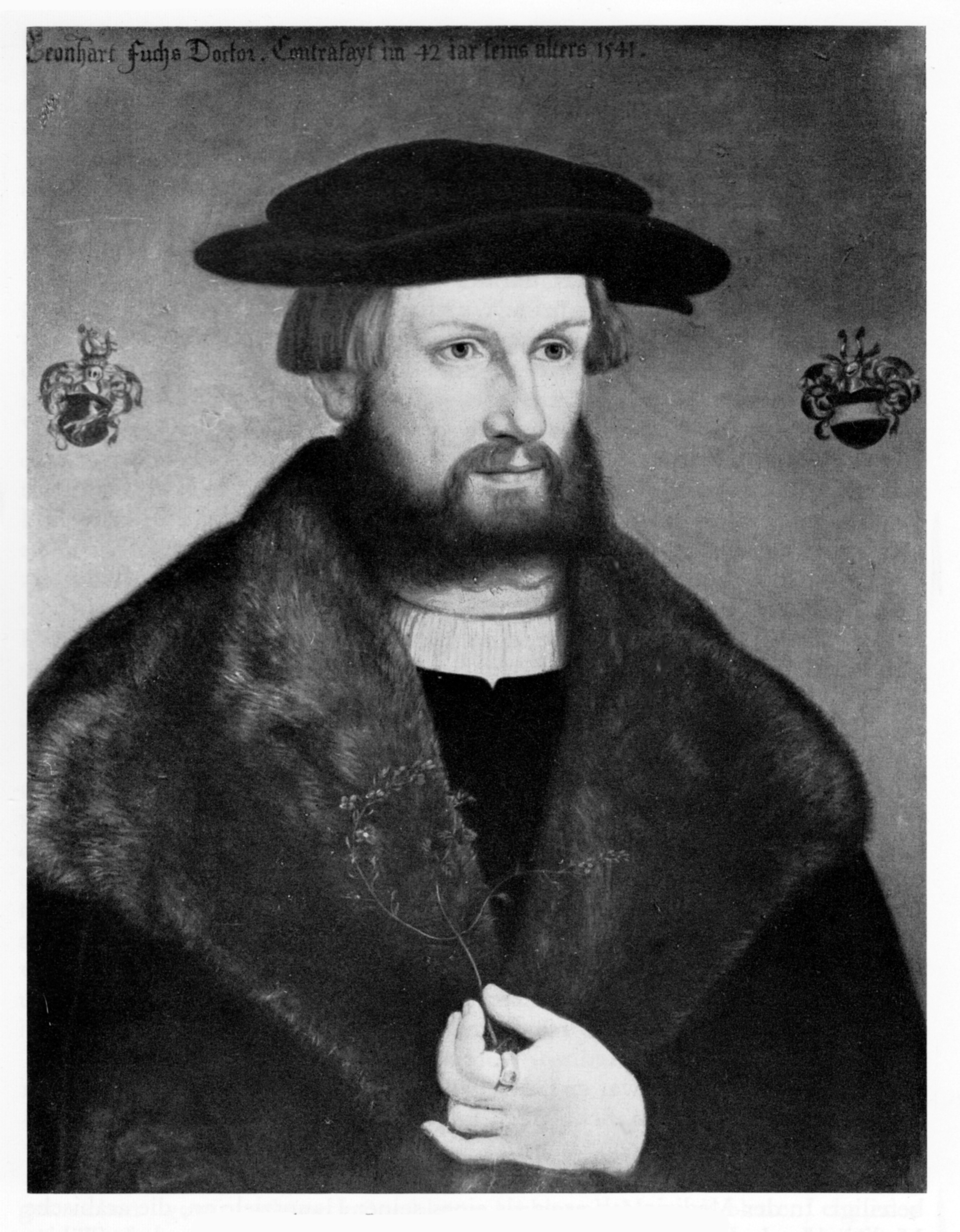
Leonhart Fuchs (1501–1566)

Als Väter der Botanik werden die im Renaissance-Humanismus verwurzelten Ärzte und Botaniker Otto Brunfels, Hieronymus Bock und Leonhart Fuchs bezeichnet.

## Namensherkunft
Die Wortwahl geht auf Kurt Sprengel zurück, der sie in seiner Dissertatio de Germanis, rei herbariae patribus („Abhandlung über die deutschen Väter der Botanik“), die 1810 vorgestellt wurde und 1812 im Druck erschien, einführte. Im Vergleich zu den bereits zuvor als „Väter der Botanik“ bezeichneten antiken Autoren hob er die Rolle der Mediziner der Renaissance hervor, die sich durch zahlreiche Erstbeschreibungen der Flora Mitteleuropas verdient gemacht hätten. Erneut würdigte er die „Väter der deutschen Pflanzenkunde“ 1817 in einer Monographie und 1827 im dritten Band der dritten Auflage seines Werkes Versuch einer pragmatischen Geschichte der Arzneykunde. Zahl und Namen der mit diesem Epitheton Geehrten schwanken allerdings; häufig verwendet wird es vor allem für die genannten drei, die durch ihre Kräuterbücher bekannt wurden, die sich u. a. durch bestechend naturgetreue Abbildungen der dargestellten Pflanzenarten auszeichnen und somit den Übergang von der mittelalterlichen Kräuterkunde zur neuzeitlichen Botanik repräsentieren.

## Gemeinsamkeiten und Zusammenarbeit
Brunfels, Bock und Fuchs waren Ärzte und Botaniker. Sie wirkten in der ersten Hälfte des 16. Jahrhunderts. Nach der Reformation wandten sie sich der protestantischen Lehre zu. In ihren Kräuterbüchern stützten sie sich nicht, wie bis dahin üblich, nur auf die botanischen Schriften des Altertums, sondern sie beobachteten die Pflanzen selbst und beschrieben sie aus eigener Anschauung. Unter Berufung auf die Vorarbeiten italienischer und französischer Humanisten verfolgten sie das Ziel, auch im Bereich der Botanik im Sinne des Renaissance-Humanismus eine Abkehr von der Scholastik zu erreichen.
Otto Brunfels ließ 1532 einen Text von Hieronymus Bock und einen Text von Leonhard Fuchs im Anhang des 2. Bandes seines lateinischen Kräuterbuchs Herbarum vivae eicones abdrucken. Im Spätsommer 1533 lief Brunfels von Straßburg nach Hornbach (90–100 km), um den dort wohnenden Hieronymus Bock zu überreden, die Aufzeichnungen über seine botanischen Beobachtungen zu veröffentlichen. In ihren Kräuterbüchern zitierten Brunfels und Bock sich gegenseitig. Leonhart Fuchs hingegen erwähnte weder Brunfels noch Bock. Mit Bock hatte er keinerlei Verkehr.

## Vorläufer
Die Väter der Botanik betraten kein absolutes Neuland. Erste Schritte zur systematischen botanischen Bestimmung der in den Quellen überlieferten Heilpflanzen waren im deutschen Sprachraum bereits ansatzweise
- im „Herbarius depictus“ des Vitus Auslasser (1479),[12]
- im „Herbarius Moguntinus“ (Mainz 1484),[13]
- im „Gart der Gesundheit“ (Mainz 1485),[14]
- im „Hortus sanitatis“ (Mainz 1491)[15]
- und im „Kleinen Destillierbuch“ (Straßburg 1500) des Hieronymus Brunschwig[16] geleistet worden.

Brunschwigs Vorarbeit wurde von Brunfels und von Bock geachtet und genutzt. Brunfels ließ Brunschwigs Pflanzenbeschreibungen im Wortlaut abdrucken. Hieronymus Bock schrieb im Vorwort zur Ausgabe 1551 seines Kräuterbuchs (Kapitel 10): „Aber so vil die Einfache Artzney der Kreutter belanget / hat Gott den frommen vnd gelehrten Ottonem Brunfelsium / nach dem fleissigen Hieronymo Braunschweig im Teutschen lande erweckt / welche die Kreutter zů beschreiben sich vnderzogen.“

## Simplicia statt Composita
1532 stellte Otto Brunfels im Vorwort seines Contrafayt Kreüterbuch fest, dass „die Alten“ allein einzelne Kräuter (Simplicia) und keine zusammengesetzten Arzneien (Composita) gebraucht hätten. Die zeitgenössischen Ärzte jedoch seien von „Avicenna und seines gleichen“ dahin geführt worden, diesen Weg zu verlassen. Von „Galen bis auf Avicenna und seines gleichen Arabier“ habe der „Plunder überhandgenommen“ und derjenige sei als der beste Arzt angesehen worden, der die kompliziertesten Rezepte mit Zutaten aus Arabien und Indien verschrieb. Brunfels forderte, dass die Composita aus maximal vier oder fünf möglichst einheimischen Einzelsubstanzen zusammengesetzt sein sollten.

## Humanisten gegen „Arabisten“
Beeinflusst durch den Geist des Renaissance-Humanismus kritisierten die Väter der Botanik die seit dem europäischen Hoch- und Spätmittelalter vorherrschenden Medizintheorien, das heißt die durch die arabischen Ärzte überlieferten griechischen Bildungsgüter, die nach ihrer Einschätzung durch die Araber „verfälscht“ wurden. Von der neueren Historiographie seit dem Ende des 19. Jh. wurde dieser Wissenstransfer, der durch arabische Ärzte eingeleitet und mit Rückübersetzung ins Lateinische durch europäischer Ärzte vollendet wurde, polemisch als „Arabismus“ bezeichnet.
In Opposition zu diesem Überlieferungsstrang, der später als „Arabismus“ bezeichnet wurde, beriefen sich die Väter der Botanik auf die Vorarbeiten italienischer und französischer Humanisten, die – aus griechisch-byzantinischen und langobardischen Quellen schöpfend – an der Wende vom 15. zum 16. Jh. die pharmakologischen Werke des Dioskurides, des Plinius und des Galen neu bewertet hatten. 1532, im zweiten Band seines lateinischen Kräuterbuchs, ließ Otto Brunfels eine Plinius-Kritik des Niccolò Leoniceno und eine Plinius-Verteidigung des Pandolfo Collenuccio abdrucken. 1551 bezeichnete Hieronymus Bock Hermolaus Barbarus, Jean Ruel, Johannes Manardus und Marcellus Virgilius als „new Kreutter Artzet“, die „den alten thewren Dioſcoridem von newem auß der äſchen herfür gezogen / vnd den ſelben recht Lateiniſch zů reden geleert vnnd kandtbar gemachet“.
Bedingt durch den Zusammenbruch des Byzantinischen Reiches nach der Eroberung von Konstantinopel (1453) und durch die weitere Ausdehnung des Osmanischen Reiches nach der Schlacht bei Mohács (1526) war zu Beginn des 16. Jh. im europäischen Westen der Boden fruchtbar für Araberfeindlichkeit. Auch die Väter der Botanik wurden von dieser Stimmungslage erfasst. Das Ausmaß der Araberfeindlichkeit jedoch war bei ihnen sehr verschieden. 1532 empfahl Otto Brunfels dem Leser zum Studium der Theorie: „… ſo liße do von das erſt bůch / Doctor Lorentzen Fryeßen / genant den Spiegel der artzeney / von vns jüngſt gebeſſert vnd überleßen / darinn würſtu alles finden / ſo vil dir not iſt zů dißem handel. …“ Die im „Spiegel“ vorgestellte Theorie stützte sich vor allem auf die entsprechenden Passagen im Kanon der Medizin des Avicenna. 1530 hatte Fries in Straßburg eine Verteidigungsschrift für Avicenna herausgegeben. Leonhard Fuchs hingegen hatte sich 1530 mit der Schrift Errata recentiorum medicorum als militanter Araberfeind zu erkennen gegeben. 1534 wurde er nach Tübingen berufen, um die dortige Universität von arabischen Einflüssen zu befreien.
- Obwohl er in den Vorwörtern seiner Kräuterbücher zeitgenössische antiarabische Vorurteile äußerte, zitierte Otto Brunfels arabische Autoren ausführlich und ohne Polemik.
- Ähnlich bei Hieronymus Bock. Wenn er einmal am arabischen Autor Serapion Kritik übte, so griff er ihn nicht als Vertreter arabischer Medizin an, sondern, weil dieser seiner Ansicht nach das Naturstudium vernachlässigte (Teil I, Kap. 126), weshalb an einer anderen Stelle auch Plinius getadelt wurde (Teil I, Kapitel 142).[34]
- Leonhart Fuchs ignorierte arabische Quellen in seinen Kräuterbüchern.[35]

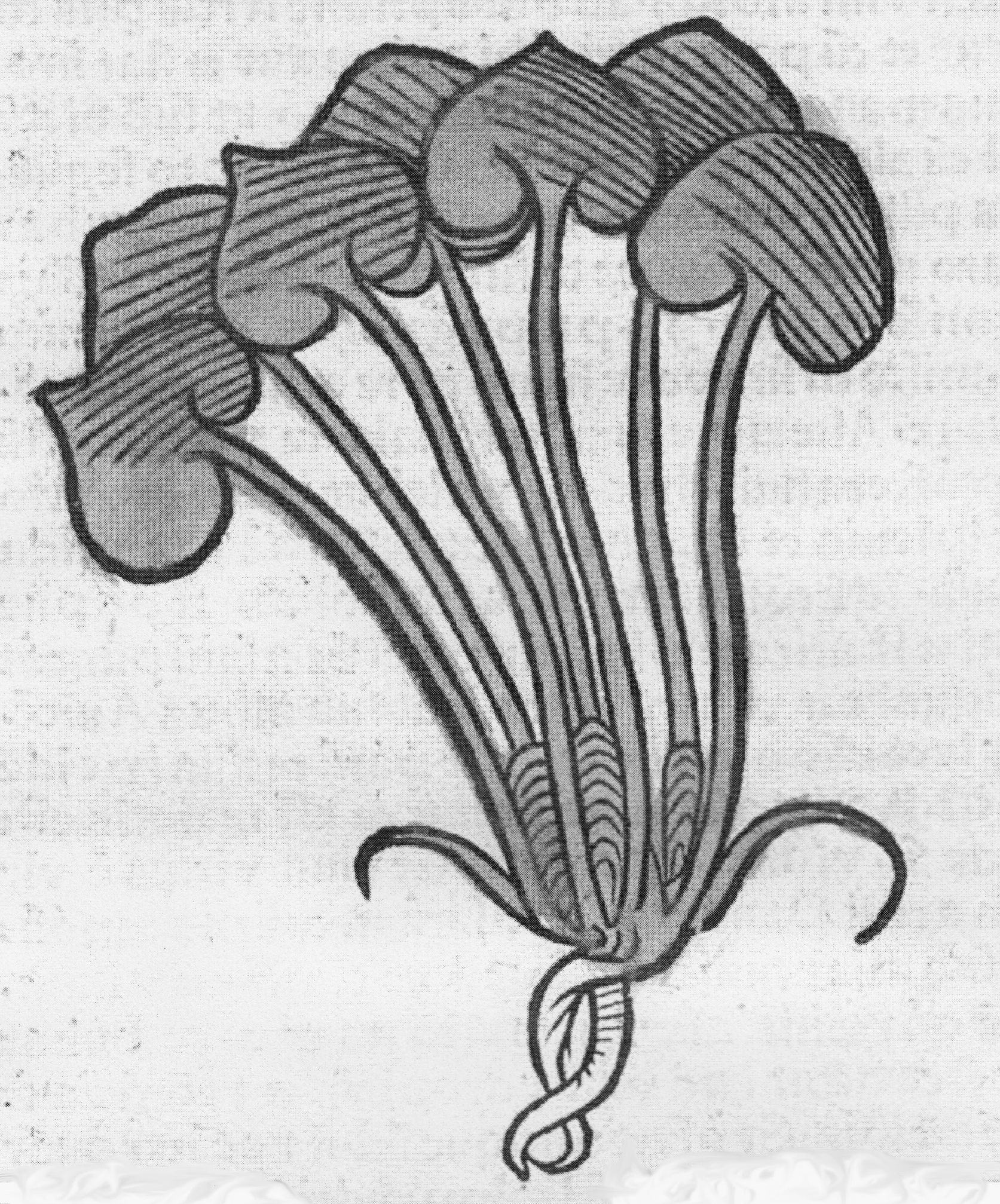
…….. Haselwortz …….. Herbarius Moguntinus …….. Mainz 1484.
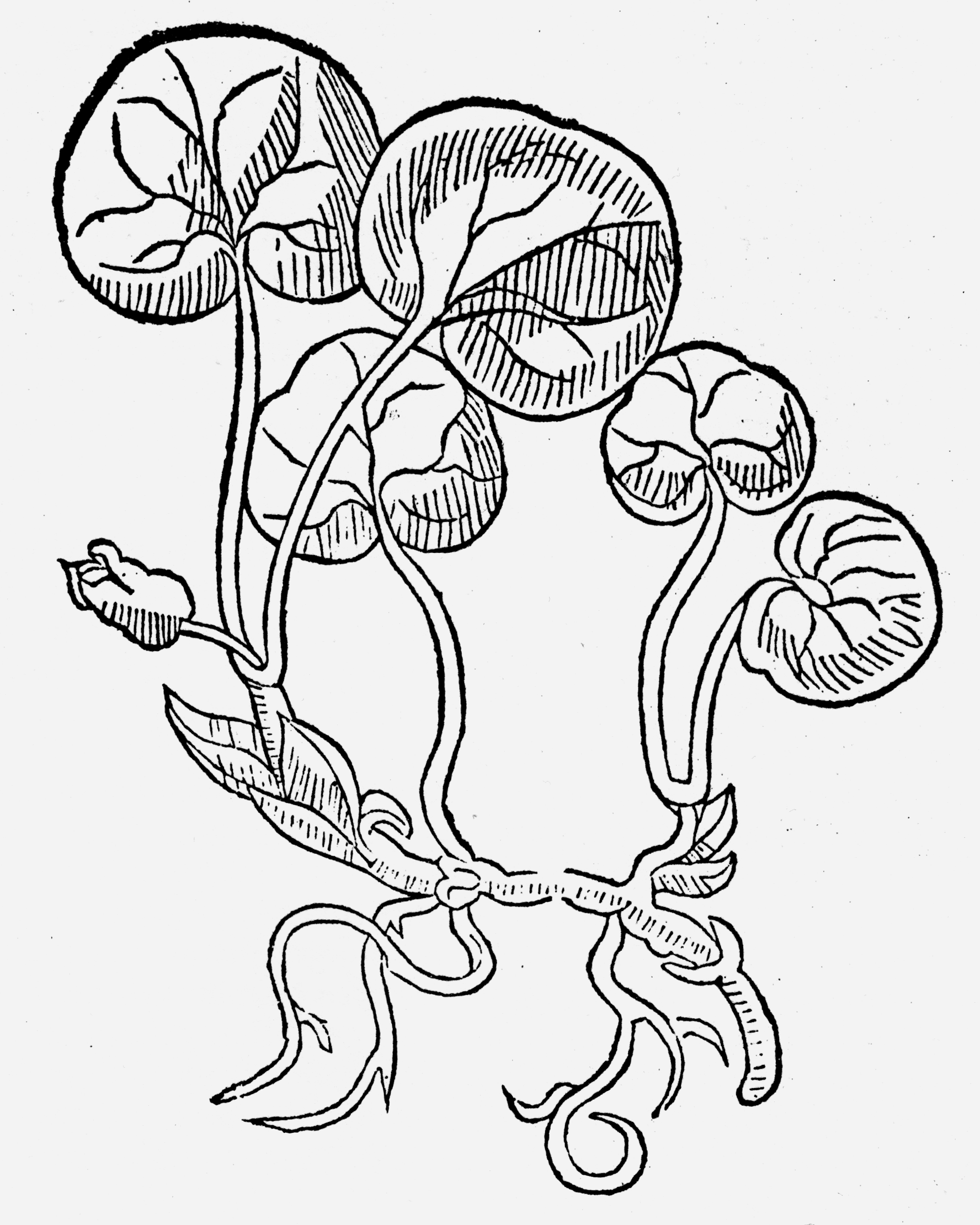
…….. Haselwortz …….. Gart der Gesundheit. Mainz 1485.
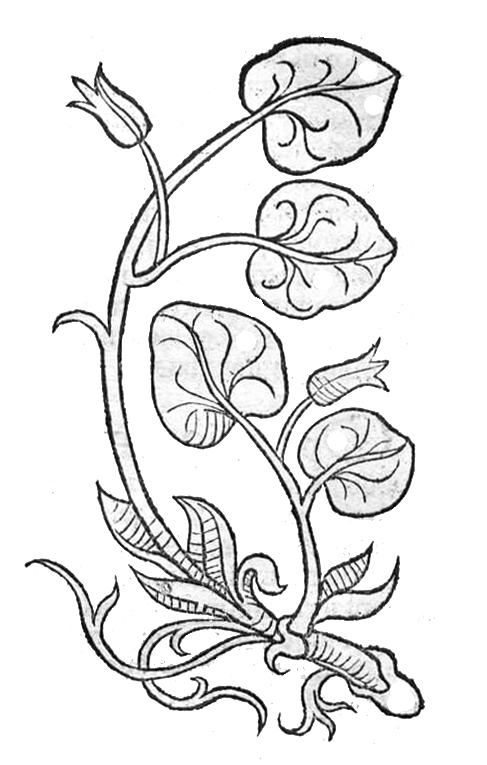
…….. Asarum ……..... .... Hortus sanitatis. Mainz 1491.
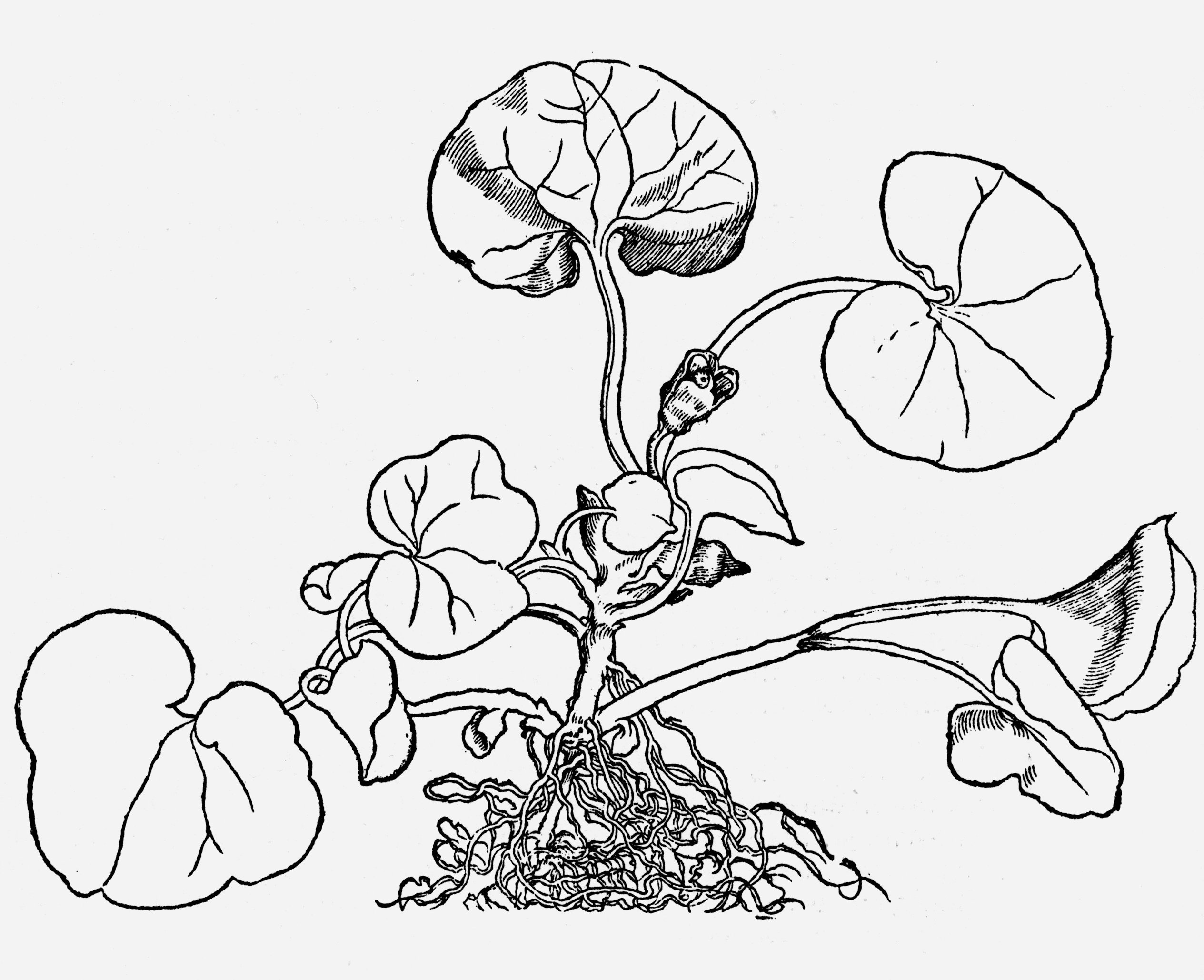
........ Haselwurtz ........ ..... Otto Brunfels ..... Kräuterb. Straßb. 1532.
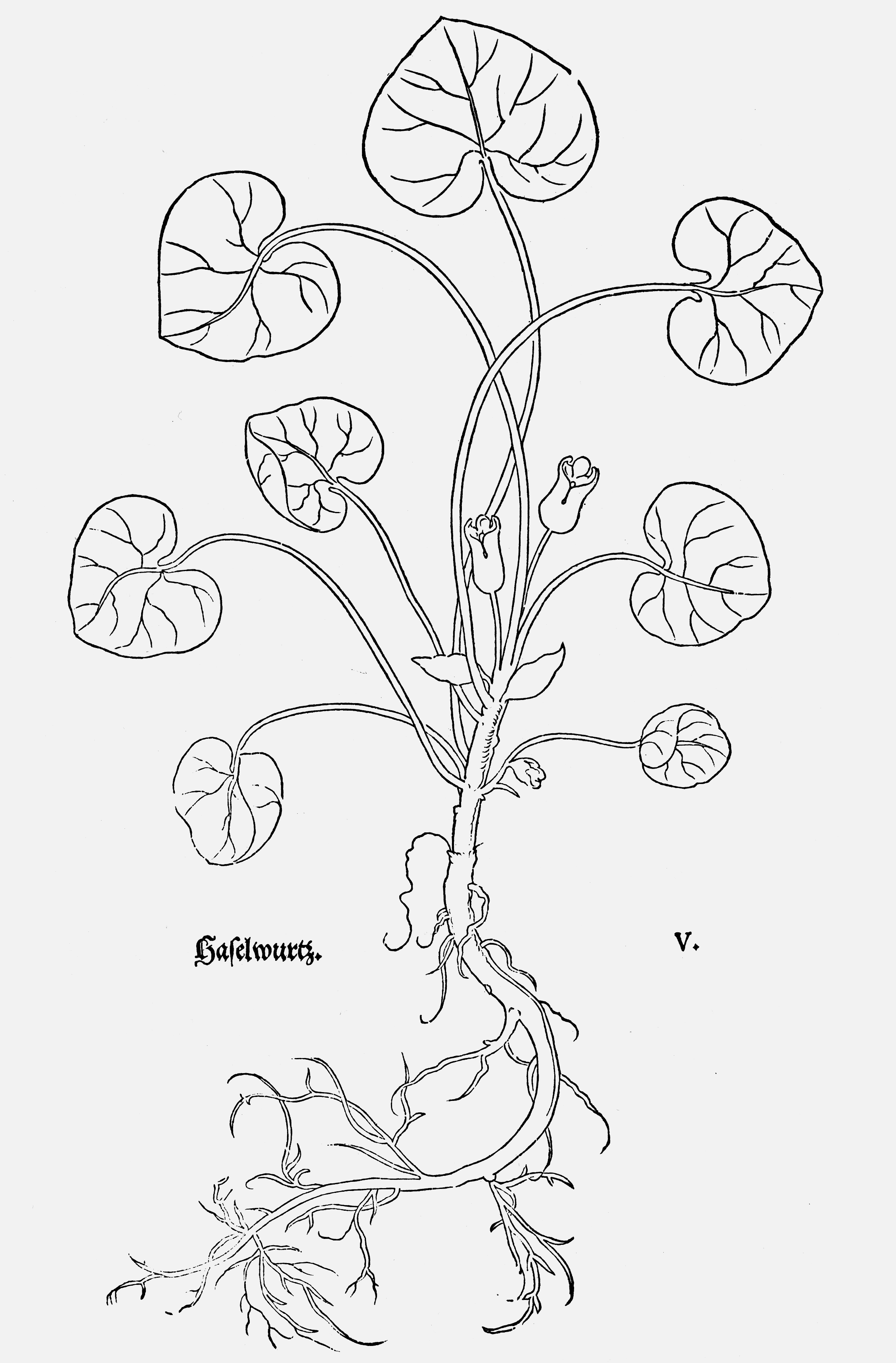
........ Haselwurtz ........ Leonhart Fuchs. Kräuterb. Basel 1543.

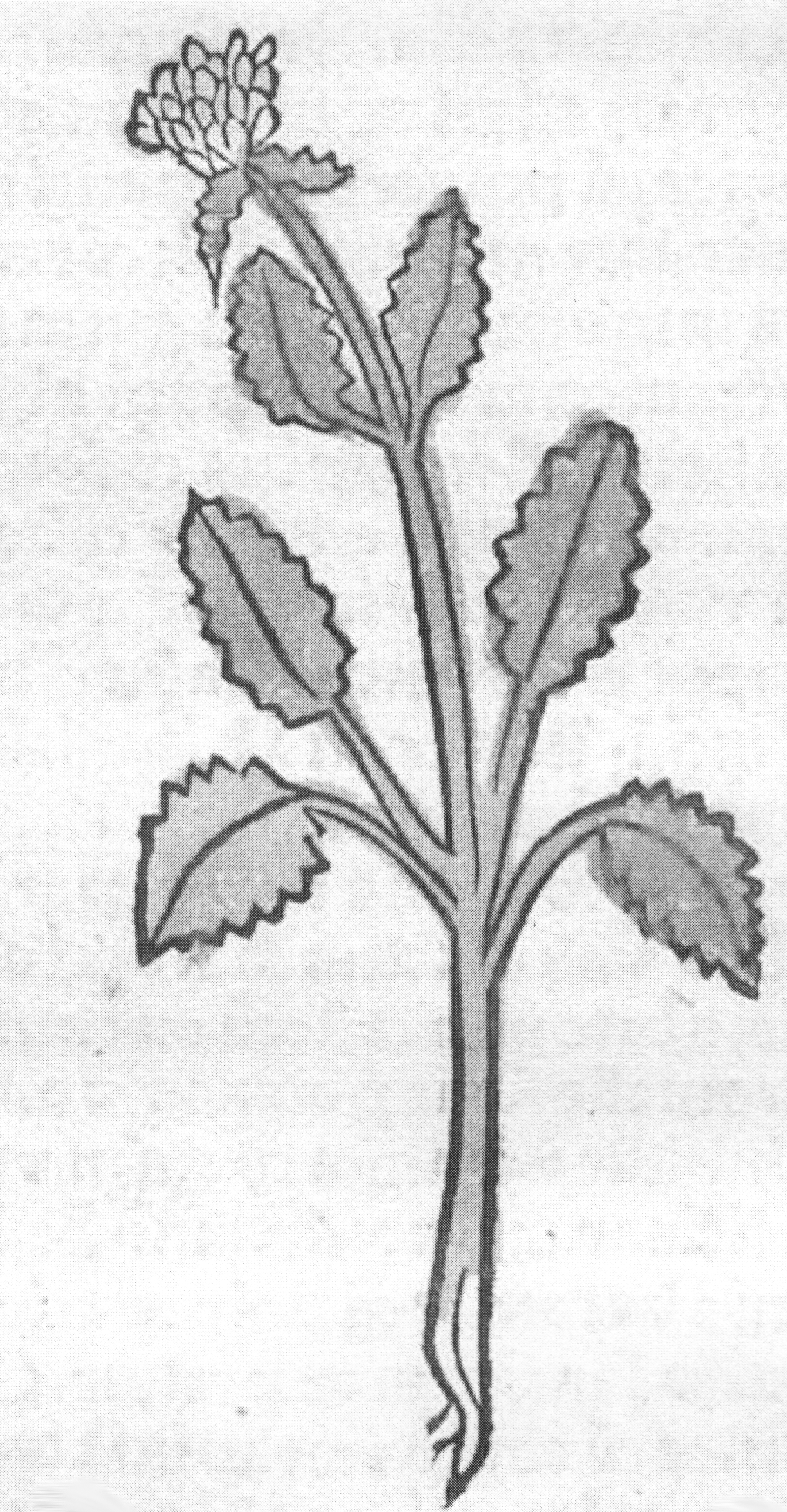
………. Betonica ……...  Herbarius Moguntinus ....... Mainz 1484.
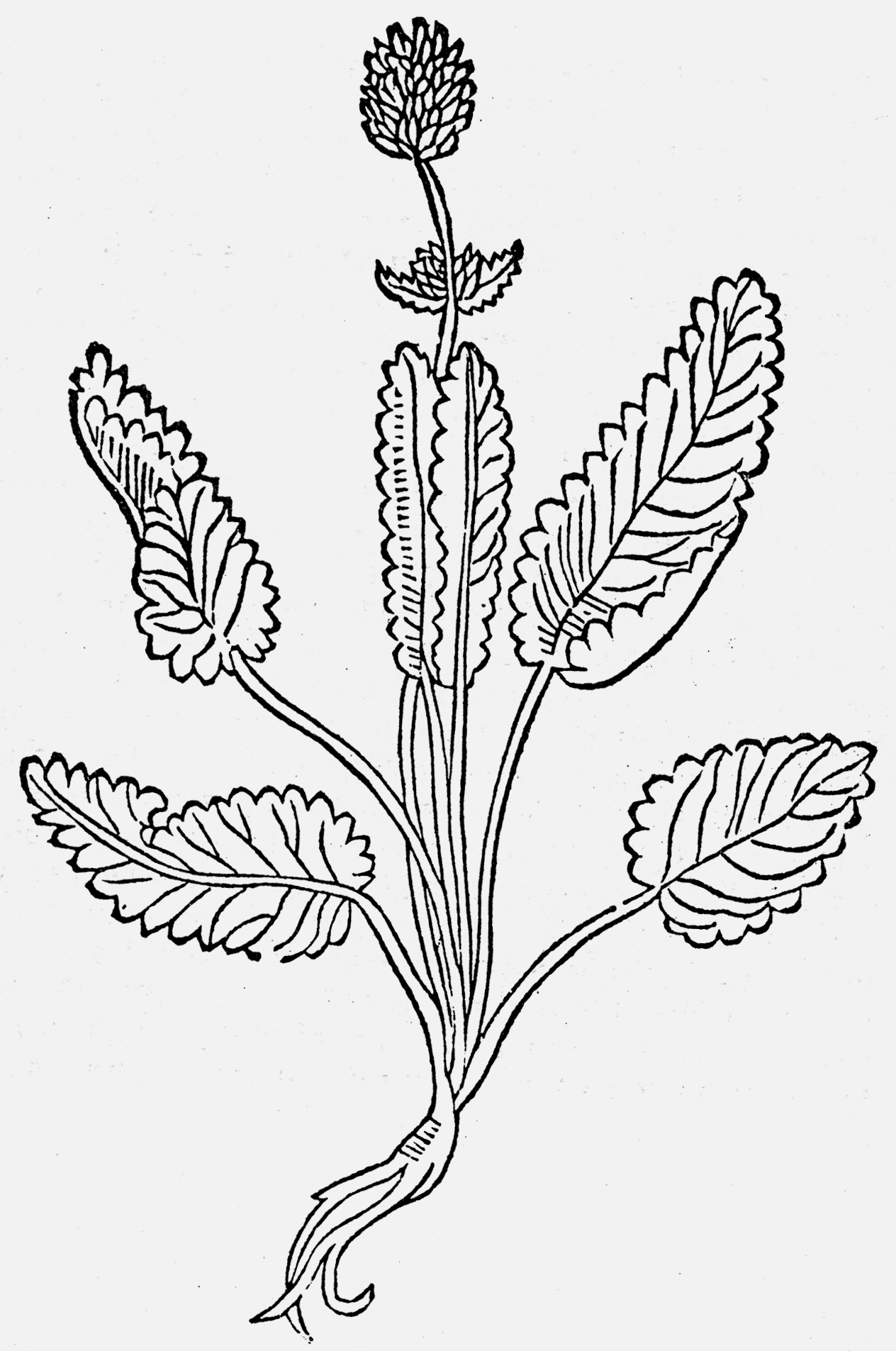
… Betonica, betonien ... Gart der Gesundheit. Mainz 1485.
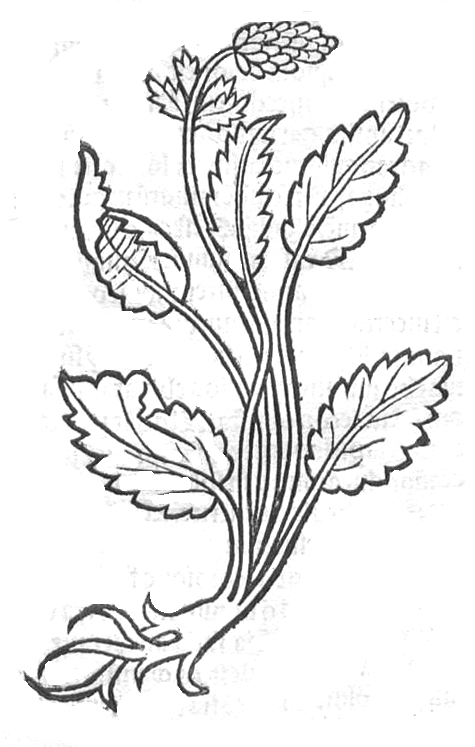
….. Bethonica ….. ....Hortus sanitatis. Mainz 1491.
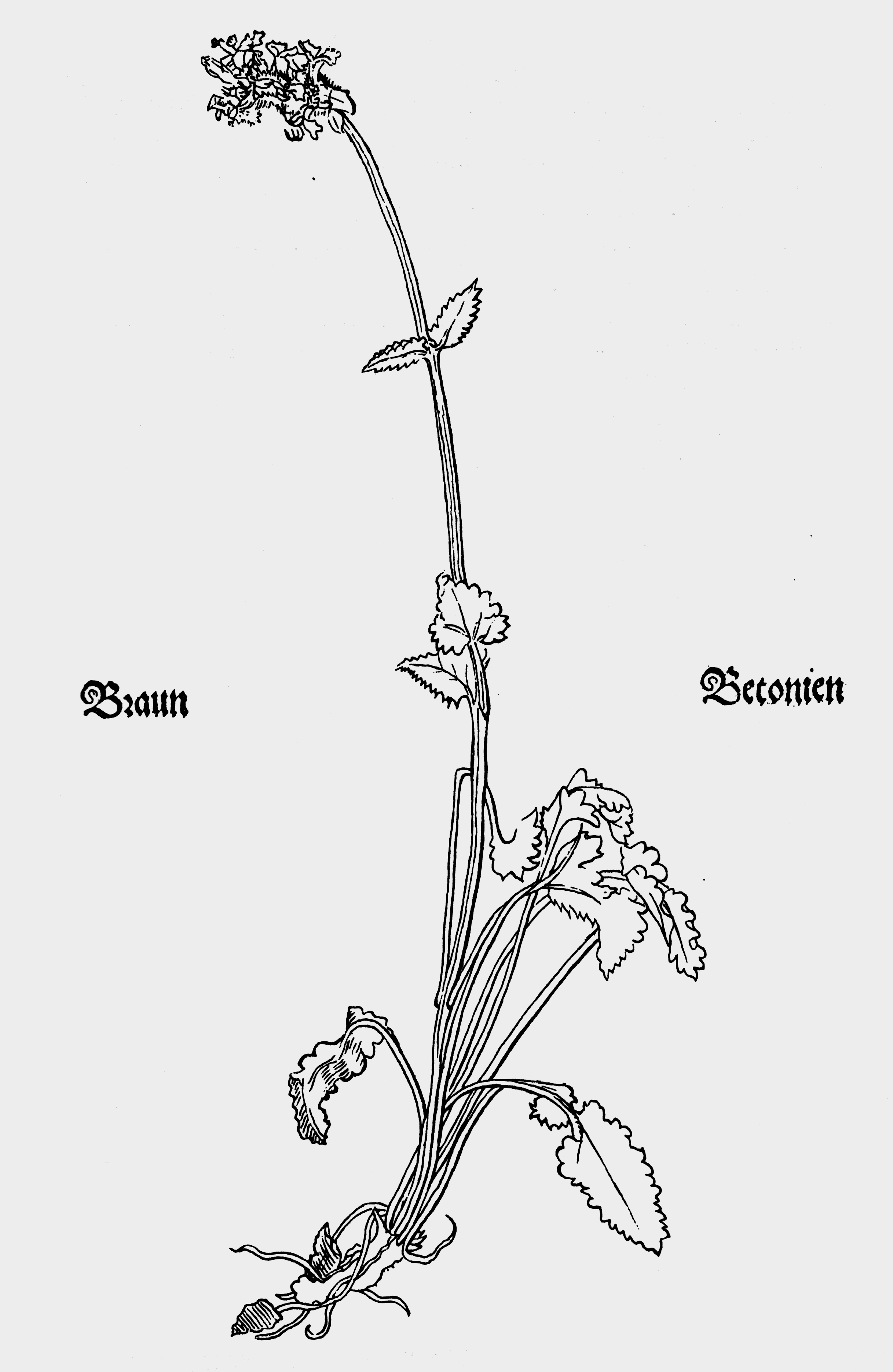
…. Braun Betonien …. ..... Otto Brunfels ..... Kräuterb. Straßb. 1532.
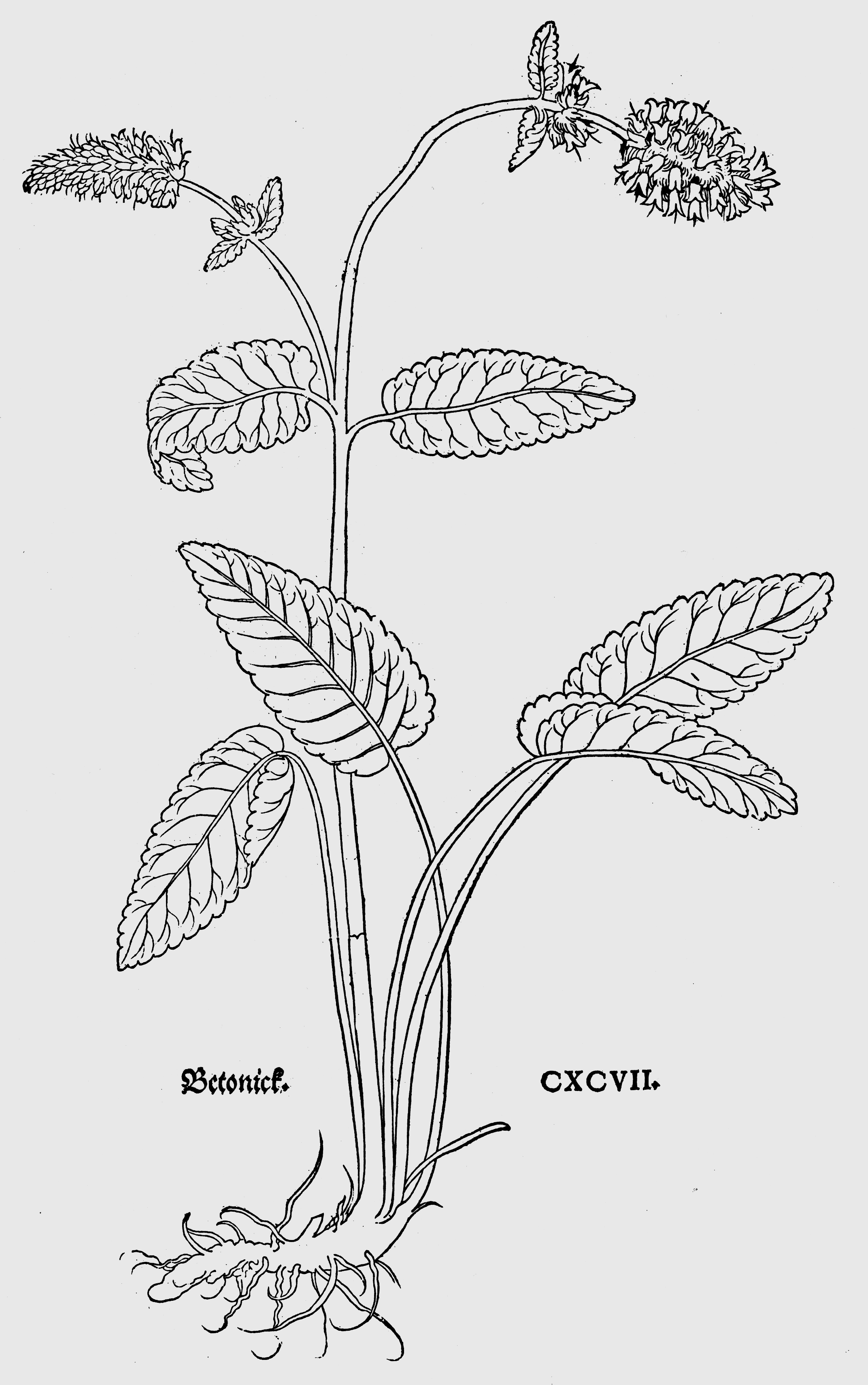
….. Betonick ….. Leonhart Fuchs. Kräuterb. Basel 1543.

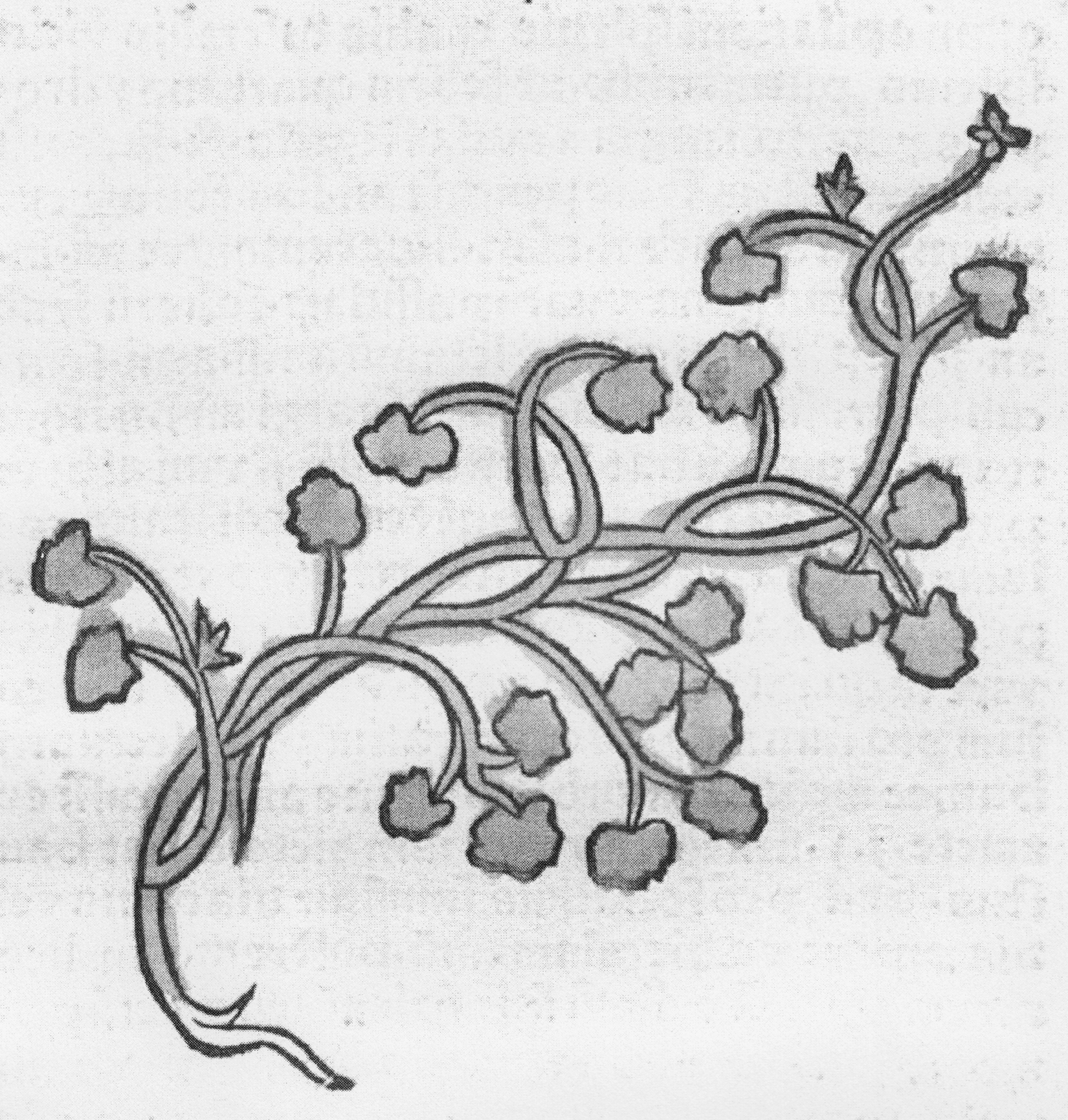
........ Gunderebe .........  Herbarius Moguntinus ........ Mainz 1484.
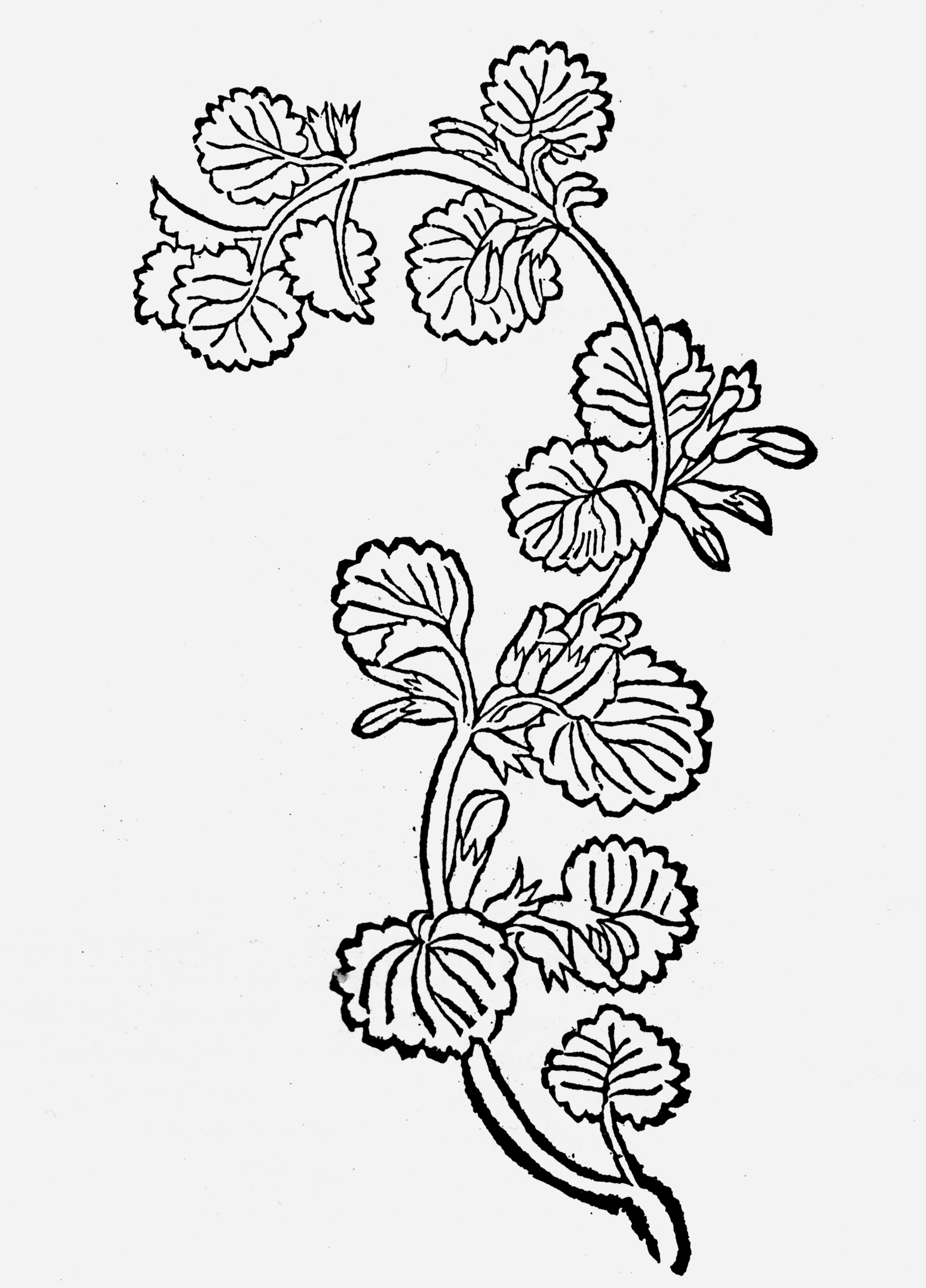
........ Gundelrebe ........ Gart der Gesundheit. Mainz 1485.
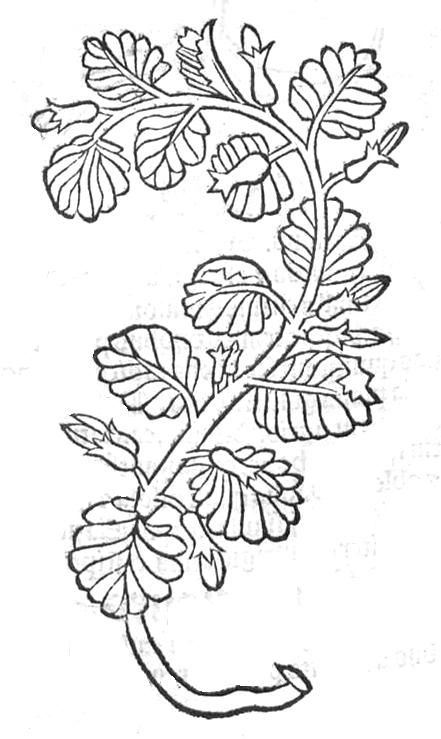
..... Edera terrestis ........ .. Hortus sanitatis.... Mainz 1491.
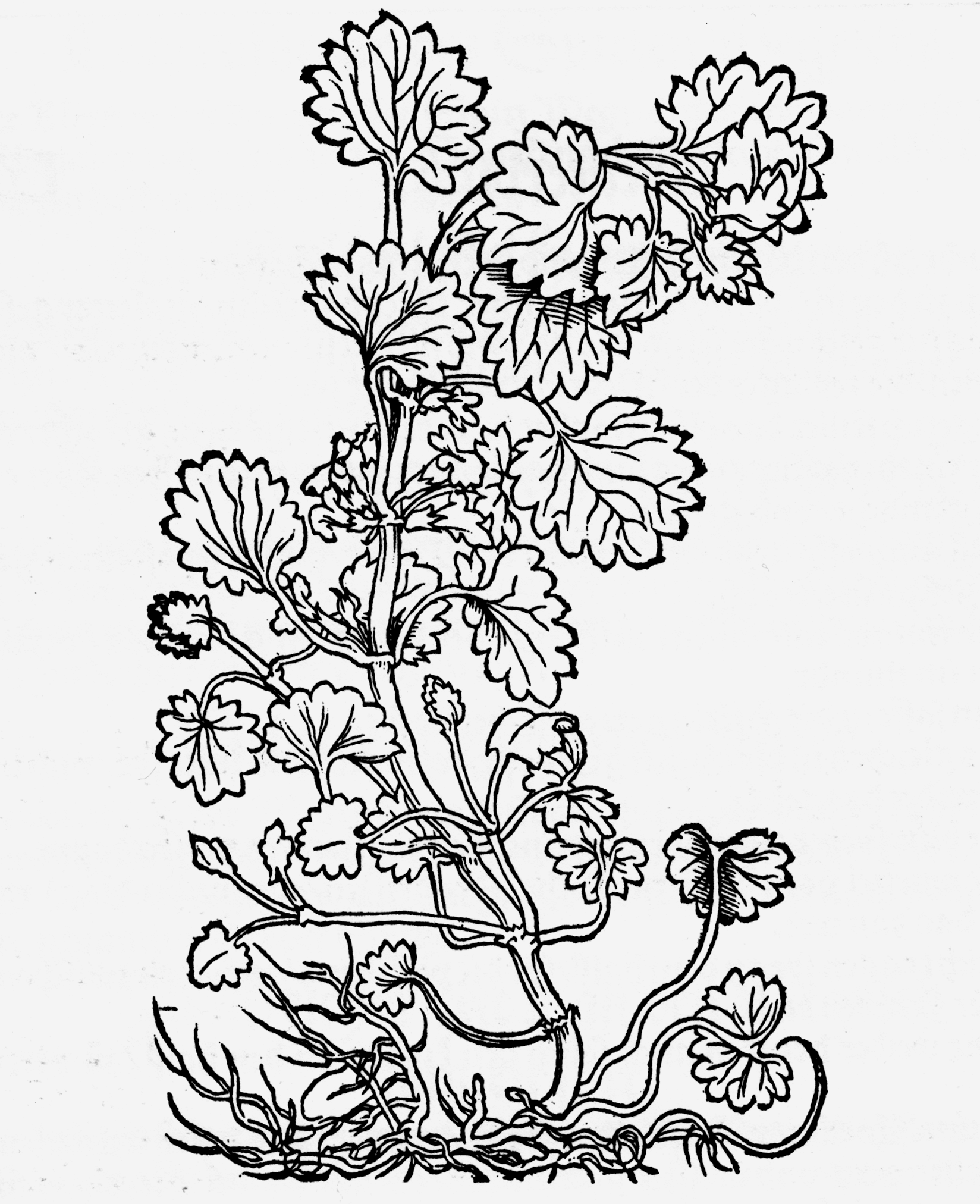
........ Gundelrebe ........ .....Otto Brunfels ..... Kräuterb. Straßb. 1532.
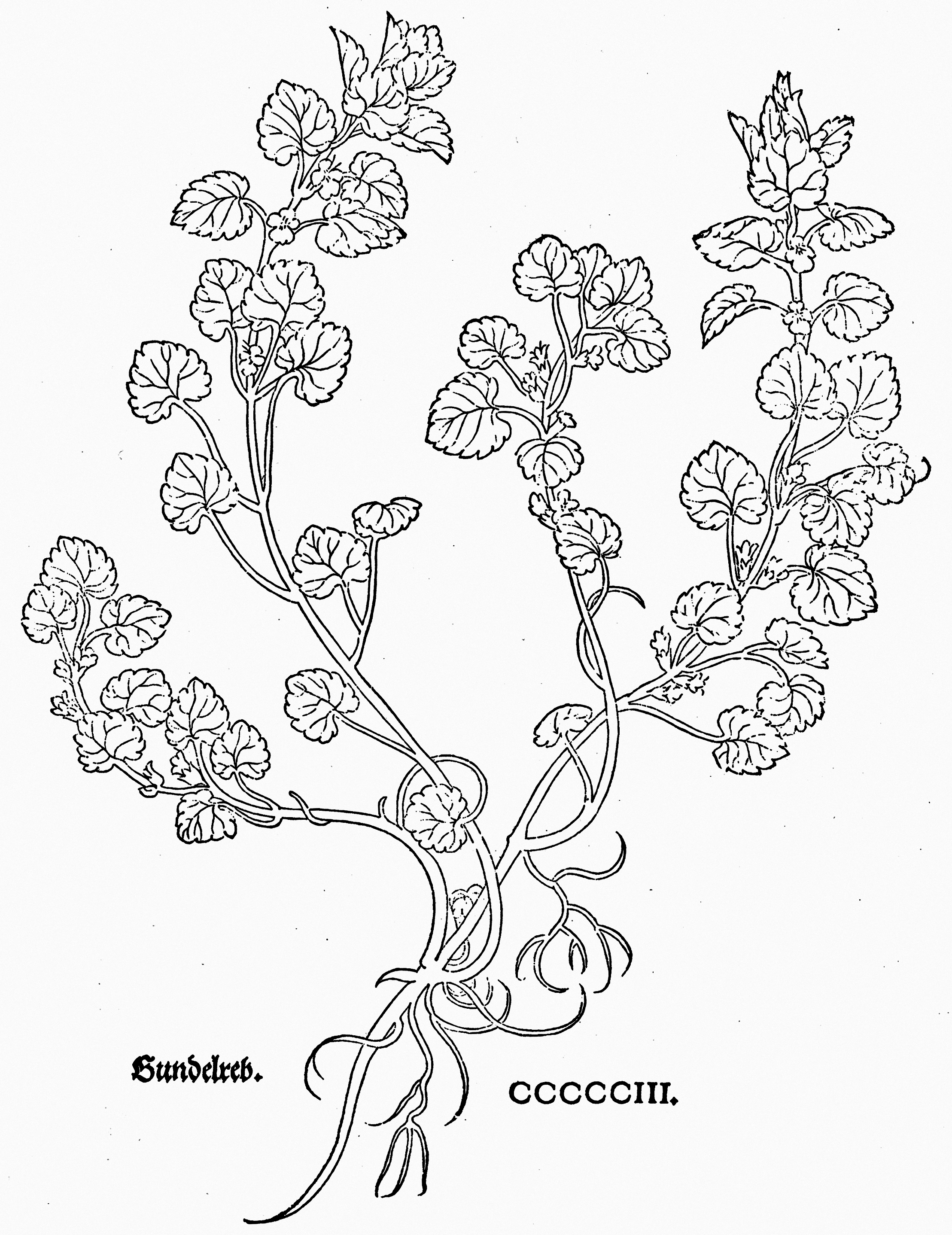
........ Gundelreb ........ Leonhart Fuchs. Kräuterb. Basel 1543.

## Väter der Botanik und Vorläufer. Abbildungen – Beschreibungen – Klassifizierungen.
| Autor bzw. Buchtitel       | Abbildungen | Botanische Beschreibungen | Besonderheiten | Text in Latein oder in der Landessprache | Anordnung der Pflanzen. Systematik | Beschreibung auch von solchen Pflanzen, die medizinisch nicht genutzt wurden |
| -------------------------- | --- | --- | --- | --- | --- | ---------------------------------------------------------------------------- |
| Vitus Auslasser 1479       | Laienhafte, aber naturnahe Abbildungen. Die meisten der dargestellten Pflanzen lassen sich nach diesen Abbildungen bestimmen. | Keine | Die Pflanzenabbildungen im Manuskript des Vitus Auslasser sind ein frühes Zeugnis dafür, dass ab der 2. Hälfte des 15. Jh. das Bemühen einsetzte, die aus der Überlieferung bekannten Heilpflanzen in der heimischen Flora nachzuweisen. | Der Text beschränkt sich auf die Aufzählung der Namen in Latein und in der Landessprache. | Keine Systematik erkennbar. | Ja                                                                           |
| Herbarius Moguntinus 1484  | Jedem Kapitel des 1. Teils war eine Abbildung beigegeben, in der die Pflanze weitgehend abstrahiert, meist aber schon mit ihren typischen Merkmalen skizziert wurde. | Keine. Eine Zuordnung der beschriebenen Arten zu einheimischen Pflanzen wurde durch die Abbildungen und durch die aufgeführten deutschen Namen möglich. | Im 1. Teil 184 Pflanzenarten die in Deutschland wild wachsen oder hier kultiviert werden können. Im 2. Teil 96 weitere Arzneimittel ohne Abbildungen. | Text in Latein. In den Überschriften auch deutsche Pflanzennamen. | Nach dem A.B.C. der lateinischen Pflanzen-Namen. | Keine                                                                        |
| Gart der Gesundheit 1485   | Die Abbildungen der einheimischen Heilpflanzen im Gart der Gesundheit waren so detailgetreu ausgeführt, dass die jeweils dargestellte Art sicher erkannt werden konnte. In den Kapiteln mit Heilpflanzen ausländischer Herkunft waren die Abbildungen dagegen sehr nachlässig ausgeführt und zeigten nur selten ein Mindestmaß an Ähnlichkeit mit der behandelten Art. | Ansatzweise vorhanden. Beispiel: Cap. 190, „Frage ertbern. … Diß krut hait subtyel stengel vnd kortz vnd glichet der odermynge alleyn ertbern krut größer vnd breyter bletter hait. …“ | Großteils falsche Quellenzuschreibung durch den Kompilator. | Landessprache. | Nach dem A.B.C. der lateinischen Pflanzen-Namen. | Keine                                                                        |
| Hortus sanitatis 1491      | Für den Hortus sanitatis wurden die Abbildungen des Gart der Gesundheit kopiert, verkleinert und abstrahiert. | Im Hortus sanitatis setzten sich die spärlichen Pflanzenbeschreibungen aus den Angaben in antiken und mittelalterlichen Quellen zusammen. | Im Gegensatz zum Gart der Gesundheit zuverlässige Quellenzuschreibung und klare Strukturierung im Text. | Text in Latein. | Nach dem A.B.C. der lateinischen Pflanzen-Namen. | Keine                                                                        |
| Hieronymus Brunschwig 1500 | Hieronymus Brunschwig illustrierte sein Kleines Destillierbuch mit Druckstöcken aus einem Straßburger Nachdruck (1497) des Hortus sanitatis. Zur Illustration der von ihm neu beschriebenen Pflanzen wählte er Abbildungen aus, die diesen Pflanzen ähnlich sahen, so z. B. für die Engelwurz eine Abbildung der Meisterwurz und für die Sumpfdotterblume eine Abbildung der Teichrose.                                                                                              | Brunschwig beschrieb viele einheimische Arten, die in den bis dahin erschienenen Kräuterbüchern noch nicht berücksichtigt worden waren. | Gestützt auf eigene Beobachtung und aus direktem Zugang zur Volksbotanik stellten Hieronymus Brunschwig und Vitus Auslasser die Weichen zur wissenschaftlichen Erschließung der einheimischen Flora. | Landessprache | Nach dem A.B.C. der deutschen Pflanzen-Namen. | Ja                                                                           |
| Otto Brunfels 1530–1537    | Brunfels‘ Kräuterbücher wurden durch Holzschnitte des Straßburger Malers Hans Weiditz illustriert. In bewundernswerter Sicherheit stellte dieser komplizierte Blüten und Blütenstände dar, deren Aufbau erst zweihundert Jahre später von den Botanikern erkannt wurde. Auch die Stellung der Deck- und Vorblätter, die Blütenhüllen der Compositenköpfchen, die in späteren Werken vielfach übersehene Drehung des Orchideen-Fruchtknotens u. v. a. waren fehlerfrei wiedergegeben. | Brunfels machte den Versuch, die von den „Alten“ beschriebenen Pflanzen zu identifizieren und Ordnung in die Nomenklatur zu bringen. Brunfels‘ Pflanzenbeschreibungen orientierten sich zunächst an den Angaben der „Alten“, berücksichtigten aber auch eigene Beobachtungen und die Beobachtungen des Hieronymus Brunschwig aus dessen Kleinem Destillierbuch. | Dass die in den alten Quellen beschriebenen Pflanzen aus der mediterranen Flora mit den Pflanzen der nordeuropäischen Flora meist nicht identisch sind, war Brunfels wohl bewusst. | Lateinische Ausgaben 1530, 32 und 36. Ausgaben in Landessprache 1532 und 37 | Keine Ordnung nach dem A.B.C. Eine systematische Klassifikation wie im Kräuterbuch von Hieronymus Bock ist bei Brunfels aber erst ansatzweise zu erkennen. | Ja                                                                           |
| Hieronymus Bock 1539–1551  | Hieronymus Bock verzichtete in der ersten Ausgabe 1539 seines Kräuterbuches auf Abbildungen. Er vertraute darauf, dass seine ausführlichen Pflanzenbeschreibungen Abbildungen überflüssig machten. Erst ab der Ausgabe 1546 wurde sein Kräuterbuch durch den jungen Autodidakten David Kandel illustriert. Etwa die Hälfte der Holzschnitte Kandels waren stark an die Abbildungen im Kräuterbuch des Leonhart Fuchs angelehnt.                                                      | In seinen Pflanzenbeschreibungen schuf Bock in Worte gefasste Bilder nicht nur eines einzigen Lebenszustandes, etwa der blühenden oder der fruchttragenden Pflanze, sondern er ließ gleichsam die Bildfolge der vollständigen Lebensgeschichte einer Pflanze vor uns abrollen. | Bei Bock finden sich auch eingehende Angaben über Vorkommen und Fundorte. Botanische Beobachtungen hatte er im heutigen Gebiet von Rheinland-Pfalz sowie im Schweizerischen Graubünden gesammelt. Er behandelte nur Pflanzen, die er selbst gesehen hatte. Viele Gewächse hatte er in seinem Garten kultiviert und beobachtet. Mit dem Nürnberger Apotheker Georg Öllinger (1487–1557) und mit dem Zürcher Arzt Conrad Gessner tauschte er Pflanzen. | Bock widmete sein „New Kreütter Bůch“ „vorab gemeynem verstand“ (1539) bzw. „vorab dem gemeinen einfaltigen man“ (1546). Er schrieb in der Landessprache. Eine 1552 von David Kyber (1525–1553) herausgegebene lateinische Übersetzung des Bock’schen Kräuterbuchs wurde wenig beachtet. | Morphologische Einzelteile beschrieb er genau und er entdeckte viele übereinstimmende Formen, deren Vertreter er durch Vergleiche oder gleiche Benennungen zusammenfügte oder in seiner systematischen Anordnung zu Gruppen vereinigte. Bock bemühte sich um eine natürliche Anordnung. Manche auffällige Gruppen, wie Hülsenfrüchtler, Lippenblütler, Doldenblütler, Kreuzblütler, Korbblütler, Gräser, treten bei ihm bereits klar hervor. | Ja                                                                           |
| Leonhart Fuchs 1542–1543   | Die Kräuterbücher des Leonhard Fuchs – „De historia stirpium“ (1542) und „New Kreuterbuch“ (1543) – zeichnen sich durch ihre naturgetreuen Pflanzenabbildungen aus, die von Heinrich Füllmaurer und Albrecht Meyer gezeichnet und von Veyt Rudolf Speckle in Holz geschnitten wurden. | Fuchs Pflanzenbeschreibungen und -klassifizierungen gehen wenig über diejenigen in Brunfels und Bocks Kräuterbüchern hinaus. Die Pflanzenbeschreibungen im „New Kreuterbuch“ sind – teils wörtlich – aus Bocks Arbeit entlehnt. Fuchs behandelte als erster die Fingerhutarten Digitalis grandiflora und Digitalis purpurea. Er konnte dabei auf keine bekannte schriftliche Quelle zurückgreifen, schöpfte also aus der mündlichen Überlieferung der Volksmedizin und aus eigener Beobachtung. | Nach dem Urteil von Agnes Arber (1912, S. 175) erreichte die Pflanzenzeichnung als Kunst im Werk des Leonhart Fuchs ihren Höhepunkt. Zwar wurden in späterer Zeit, als die botanische Bedeutung der genauen Struktur der Blüten und Früchte erkannt wurde, Abbildungen hergestellt, die genauere und weiterreichende Informationen zu diesem Punkt lieferten als die Abbildungen in Fuchs Werken. Dennoch stellen nach Arbers Einschätzung die Abbildungen in Fuchs „De historia stirpium“ (1542) und in seinem „New Kreüterbuch“ (1543) den Scheitelpunkt der Art von botanischer Zeichnungen dar, welche die Pflanze umfassend als Ganzes behandeln und dabei nicht die vegetativen Organe zugunsten der reproduktiven Organe vernachlässigen. | Ausgabe 1542 in Latein. Ausgabe 1543 in Landessprache. | Fuchs ordnete seine Pflanzenkapitel nach dem Alphabet der griechischen Pflanzennamen. | Ja                                                                           |

## Digitalisate der Kräuterbücher von Brunfels, Bock und Fuchs (Auswahl)
| Jahr     | Autor           | Titel | Ort / Drucker                        |
| -------- | --------------- | --- | ------------------------------------ |
| 1530     | Otto Brunfels   | Herbarum vivae eicones ad naturae imitationem, summa cum diligentia et artificio effigiatae, vna cum effectibus earundem, in gratiam veteris illius, & iamiam renascentis herbariae medicinae. … (Der Natur nachgeahmte Bilder lebendiger Pflanzen. Mit größter Gewissenhaftigkeit und Kunstfertigkeit ausgeführt. Dazu deren Wirkung nach der alten und jetzt wiedererstehenden Kräuter-Medizin. …) | Straßburg / Johann Schott            |
| 1532     | Otto Brunfels   | Herbarum vivae eicones … (Band II) | Straßburg / Johann Schott            |
|          |                 | Darin im Anhang S. 129–155: De vera herbarum cognitione appendix. Leonhardi Fuchsii annotationes aliquot Herbarum & Simplicium, a Medicis hactenus non recte intellectorum. (Leonhard Fuchs Anmerkungen über Kräuter und einfache Medikamente die von früheren Ärzten nicht richtig erkannt wurden.). |                                      |
|          |                 | Darin im Anhang S. 156–165: De vera herbarum cognitione appendix. Hieronymi Tragi Medici Herbarum aliquot dissertationes & censurae. (Des Arztes Hieronymus Tragus (= Hieronymus Bock) Erörterungen und Untersuchungen über Kräuter.) |                                      |
|          |                 | Darin im Anhang S. 183–201: Hieronymi herbarii Argentorat. Apodixis Germanica, ex qua facile vulgares herbas omnes licebit perdiscere, coacta in seriem Alphabeticam. (Des Straßburger Kräuterkundigen Hieronymus (Brunschwig) deutsche Beweisführung, aus der die gemeinen Pflanzen leicht erkannt werden können. In alphabetischer Reihenfolge.) |                                      |
| 1532     | Otto Brunfels   | Contrafayt Kreüterbůch nach rechter vollkommener art, vnd Beſchreibung der Alten, beſtberümpten ärztz, vormals in Teütſcher ſprach der maſſzen nye geſehen … | Straßburg / Johann Schott            |
| 1536     | Otto Brunfels   | Tomus Herbarii Othonis Brunfelsii III (Herbarum vivae eicones III) … | Straßburg / Johann Schott            |
| 1537     | Otto Brunfels   | Ander Teyl des Teütschen Contrafayten Kreüterbůchs. | Straßburg / Johann Schott            |
| 1539     | Hieronymus Bock | New Kreütter Bůch von vnderscheydt, würckung vnd namen der kreütter so in Teütschen landen wachsen. Auch der selbigen eygentlichem und wolgegründtem gebrauch in der Artznei, zů behalten vnd zů fürdern leibs gesuntheyt fast nutz vnd tröstlichen, vorab gemeynem verstand. … | Straßburg / Wendel Rihel             |
| 1542     | Leonhart Fuchs  | De historia stirpium commentarii / insignes, maximis impensis et vigiliis elaborati, adiectis earundem vivis plusquam quingentis imaginibus, nunquam antea ad naturae imitationem artificiosius efficatis & expressis … | Basel / Michael Isingrin             |
| 1543     | Leonhart Fuchs  | New Kreütterbůch / in welchem nit allein die gantz histori / das ist namen / gestalt / statt vnd zeit der wachsung / natur / krafft vnd würckung / des meysten Theyls der Kreütter so in Teütschen vnnd andern Landen wachsen / mit dem besten vleiß beschriben / sonder auch aller derselben wurtzel / stengel / bletter / blůmen / samen / frücht / vnd in summa die gantze gestalt / allso artlich vnd kunstlich abgebildet vnd contrafayt ist / das deßgleichen vormals nie gesehen / noch an tag kommen. …              | Basel / Michael Isingrin             |
| ca. 1543 | Leonhart Fuchs  | Den Nieuwen Herbarius dat is dboeck vanden cruyden int welcke met groote neersticheyt bescreuen is niet alleen die gantse historie dat is die namen ... maer oock alle de wortelen, stelen, bladeren, bloemen, ...: Met drij Tafelen oft Registers waeraf die twee eeste inhouden den naem van alle cruyden ... Inde derde Tafele vindtmen terstont menigerhande medicijnen ende raet tot alle sieckten ... | Basel / Isingrin                     |
| 1546     | Hieronymus Bock | Kreüter Bůch. Darin Vnderscheid / Würckung vnd Namen der Kreüter so in Deutschen Landen wachsen / Auch der selbigen eigentlicher vnd wolgegründter gebrauch inn der Artznei fleissig dargeben / Leibs gesundheit zů behalten und zů fürderen seer nutzlich vnd tröstlich / Vorab dem gemeinen einfaltigen man. Durch H. Hieronymum Bock aus langwiriger vnd gewisser erfahrung beschriben / Vnnd jetzund von newem fleissig übersehen / gebessert vnd gemehret / Darzů mit hüpschen artigen Figuren allenthalben gezieret. … | Straßburg / Wendel Rihel             |
| 1546     | Leonhart Fuchs  | De historia stirpium commentarii insignes: maximis impensis & vigiliis elaborati ; multo quam antea castigatiores | Paris / Roigny                       |
| 1546     | Leonhart Fuchs  | De historia stirpium commentarii insignes: scholiis in singula propè capita longè utilißmis à viro quodam medicinae doctißimo adiectis & plantarum voces Gallicas paßim experimentibus | Paris /Bogard                        |
| 1547     | Leonhart Fuchs  | De historia stirpium commentarii commentarij insignes: accessit ijs succincta vocum obscurarum in hoc opere occurrentium explicatio | Lyon / Gazellus                      |
| 1549     | Leonhart Fuchs  | Primi de stirpium historia commentariorum tomi vivae imagines: in exiguam angustioremque formam contractae ac quam fieri potest artificiosißimè expressae | Basel /Isingrin                      |
| 1549     | Leonhart Fuchs  | De Historia Stirpivm Commentarii Insignes: Adiectis earundem vivis, & ad naturae imitatione(m) artificose expressis imaginibus ... Acceßit ijs, succincta admodum vocum quarundam subobscurarum in hoc opere paßim occurrentium explanatio. Triplex item index | Lyon / Arnolletus                    |
| 1550     | Hieronymus Bock | Teutsche Speißkammer | Straßburg / Wendel Rihel             |
| 1551     | Leonhart Fuchs  | De historia stirpium commentarii insignes | Lyon / Arnolletus                    |
| 1551     | Hieronymus Bock | Kreüter Bůch. Darinn Vnderscheidt / Nammen vnnd Würckung und der Kreüter / Stauden / Hecken vnnd Beumen / sampt ihren Früchten / so inn Deütschen Landen wachsen … | Straßburg / Wendel Rihel             |
| 1551     | Leonhart Fuchs  | De historia stirpium commentarii insignes | Lyon / Arnolletus                    |
| 1552     | Hieronymus Bock | Lateinische Ausgabe in der Übersetzung von David Kyber: De stirpium, maxime earum, quae in Germania nostra nascuntur … | Straßburg / Wendel Rihel             |
| 1553     | Hieronymus Bock | Abbildungen ohne Text: Verae, atque ad vivum expressae imagines omnium herbarum | Straßburg / Wendel Rihel             |
| 1555     | Hieronymus Bock | Teutsche Speißkammer | Straßburg / Wendel Rihel             |
| 1555     | Leonhart Fuchs  | De historia stirpium commentarii insignes | Lyon                                 |
| 1557     | Leonhart Fuchs  | Historia de yervas y plantas: con los nombres griegos, latinos y españoles | Anvers                               |
| 1565     | Hieronymus Bock | Kreutterbuch: darin underscheidt Namen unnd würckung der Kreütter / Stauden / Hecken und Beumen / sampt jren Früchten / so inn teutschen Landen wachsen / auch derselbigen eigentlicher und wolgegründter Gebrauch inn der Artzney / fleißig dargeben … Vorab dem gemeinen einfaltigen Mann … | Straßburg / Jos. Rihel               |
| 1572     | Hieronymus Bock | Kreutterbuch: darin underscheidt Namen unnd würckung der Kreütter / Stauden / Hecken und Beumen / sampt jren Früchten / so inn teutschen Landen wachsen / auch derselbigen eigentlicher und wolgegründter Gebrauch inn der Artzney / fleißig dargeben … Vorab dem gemeinen einfaltigen Mann … | Straßburg / Jos. Rihel               |
| 1577     | Hieronymus Bock | Kreutterbuch: darin underscheidt / Nammen und Würckung der Kreütter / Stauden / Hecken unnd Beumen / sampt jhren Früchten / so inn teutschen Landen wachsen / auch der selben eigentlicher unnd wolgegründter Gebrauch inn der Artzney / fleissig dargeben ... Bevorab dem Gemeinen und Einfaltigen Mann.; item von den 4 Elementen, zamen und wilden Thieren, auch Vöglen und Fischen, Milch, Käß, Butter ... ; auch wie alle Speiß und Dranck, Gesunden und Krancken, dargereicht werden sollen                            | Straßburg / Jos. Rihel               |
|          |                 | Als Anhang ab Blatt 397r die „Teutsche Speißkammer“: … Item von den 4 Elementen / zamen und wilden Thieren / auch Vöglen und Fischen / Milch / Käß / Butter / Honig / Wachß / Zucker / Saltz / Brot / Wein / Eßig / Oely / Eyer / Blut / Schmaltz / Unschlit / allerhand Kochkreutter / Specerei und Gewürz... ; auch wie alle Speiß und Dranck, Gesunden und Krancken, dargereicht werden sollen |                                      |
| 1595     | Hieronymus Bock | Kreutterbuch: darin underscheidt / Nammen und Würckung der Kreütter / Stauden / Hecken unnd Beumen / sampt jhren Früchten / so inn teutschen Landen wachsen / auch der selben eigentlicher unnd wolgegründter Gebrauch inn der Artzney / fleissig dargeben ... Bevorab dem Gemeinen und Einfaltigen Mann.; item von den 4 Elementen, zamen und wilden Thieren, auch Vöglen und Fischen, Milch, Käß, Butter ... ; auch wie alle Speiß und Dranck, Gesunden und Krancken, dargereicht werden sollen                            | Straßburg / Jos. Rihel               |
| 1595     | Leonhart Fuchs  | Plantarum et stirpium icones | Lyon                                 |
| 1630     | Hieronymus Bock | Kräutterbuch Weylandt des Weitberhüm(m)ten vndt Hocherfharnen Herren Hieronymi Tragi genant Bock: Auff Vielfaltiges begeren vnd freundtliches ersuchen Mit vleiss übersehen, vnd mit der kräutter zunamen, der Namen vrsachen, qualitete(n), deren gradibus, gebrauch in den Apotecken, vnd sehr vielen in(n)erlichen und eusserlichen experimentis gemheret vnd gebessert | Straßburg / Wilhelm Christian Glaser |